# Felix von Brewer-Fürth

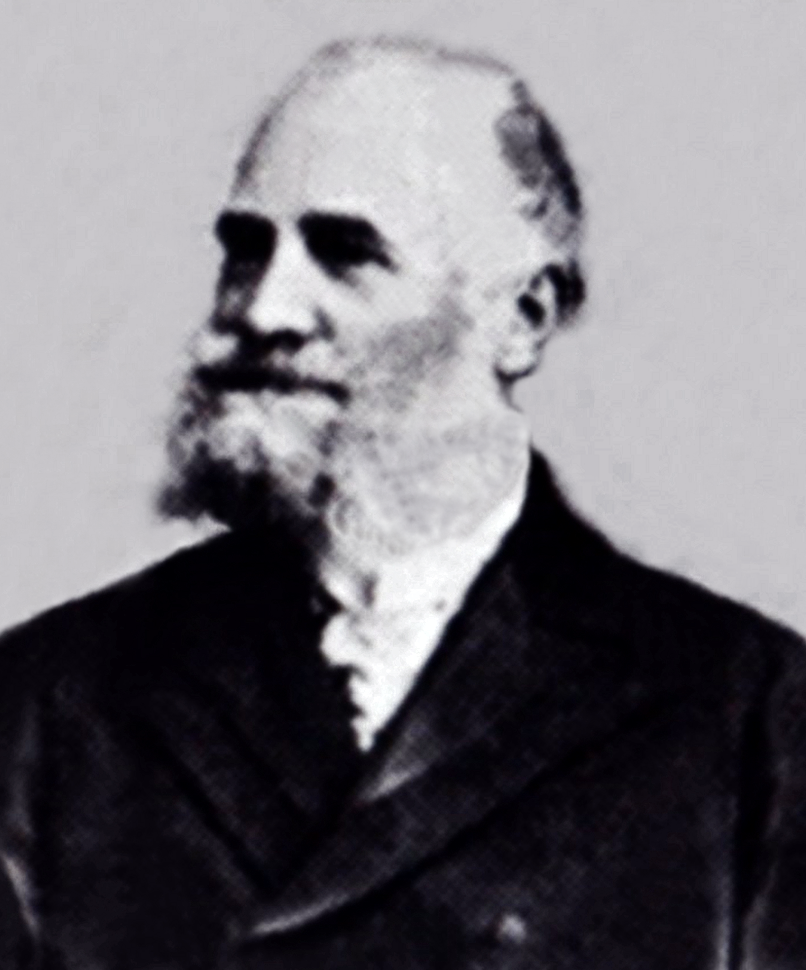
Felix Freiherr Brewer von Fürth

Felix Friedrich Freiherr von Brewer, genannt von Fürth, auch Brever, kurz Freiherr von Fürth, (* 8. Oktober 1847 in Czernowitz; † 1. Februar 1918 ebenda) war ein österreichischer Offizier, sodann Politiker und Bürgermeister von Czernowitz.   

## Herkunft
Karl Felix entstammte dem österreichischen Zweig eines Aachener Patriziergeschlechts, das in Aachen mehrere Schöffen und die Aachener Reichsbürgermeister Johann Wilhelm von Fürth und Franz von Fürth stellte. Letzterer wurde 1773 unter dem Titel Freiherr von Brewer genannt von Fürth in den Reichsfreiherrenstand erhoben.
Der k. k. Oberstleutnant Karl Felix (* 8. September 1812) – Urenkel des o. a. Wilhelm (1648–1698), Mitglied des kaiserlichen Schöppenstuhls und regierender Bürgermeister zu Aachen –  und Sohn des großherzoglich hessischen Kammerherren Damian Carl (* 27. September 1769; † 21. Dezember 1832) war Felix’ Vater, der seit 20. November 1843 mit der aus der Bukowina stammenden Josephine Edlen von Körber (* 26. November 1818 in Czernowitz) vermählt war.

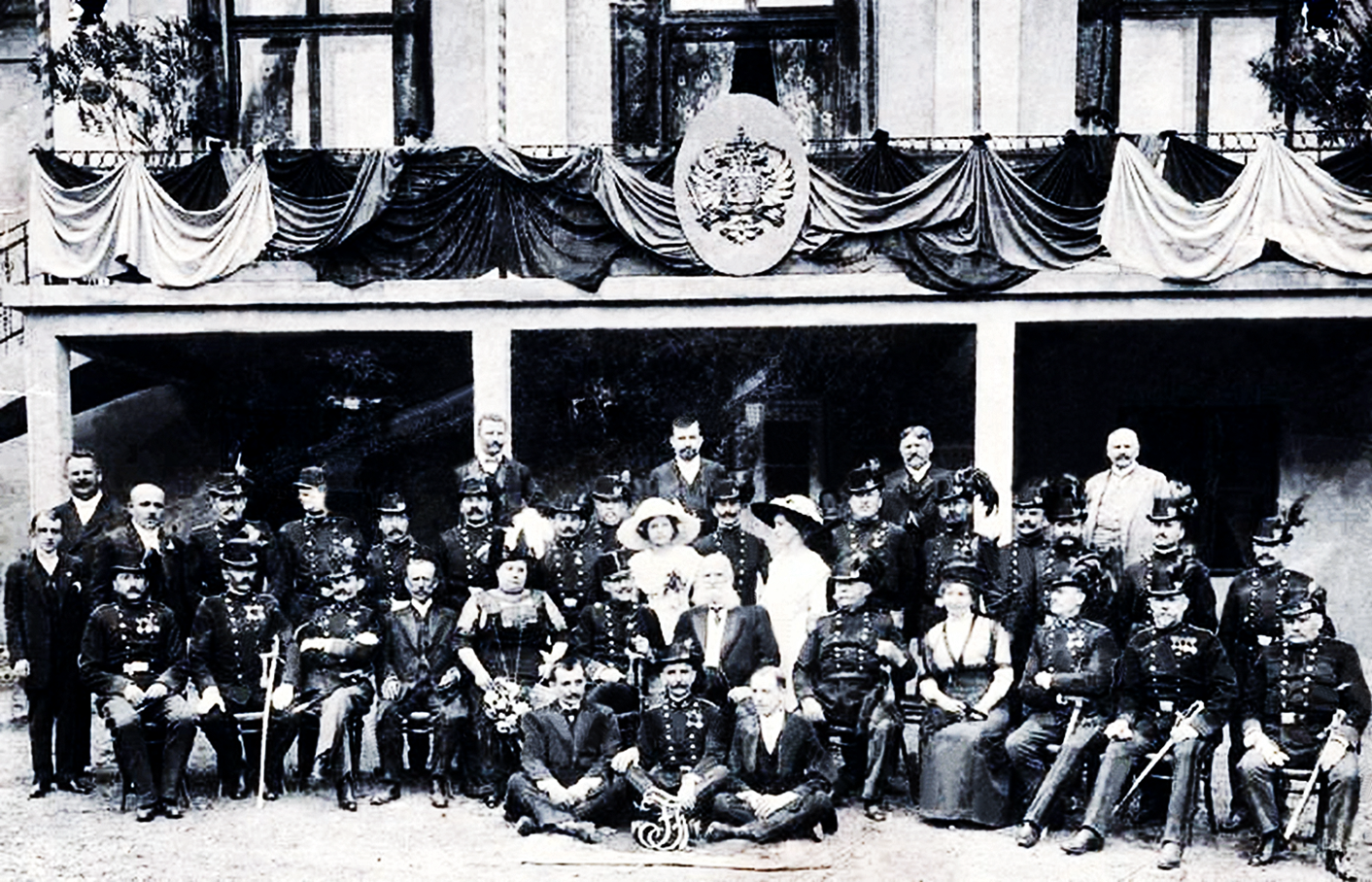
Baron von Fürth, Kaisergeburtstag 1910

## Biographie

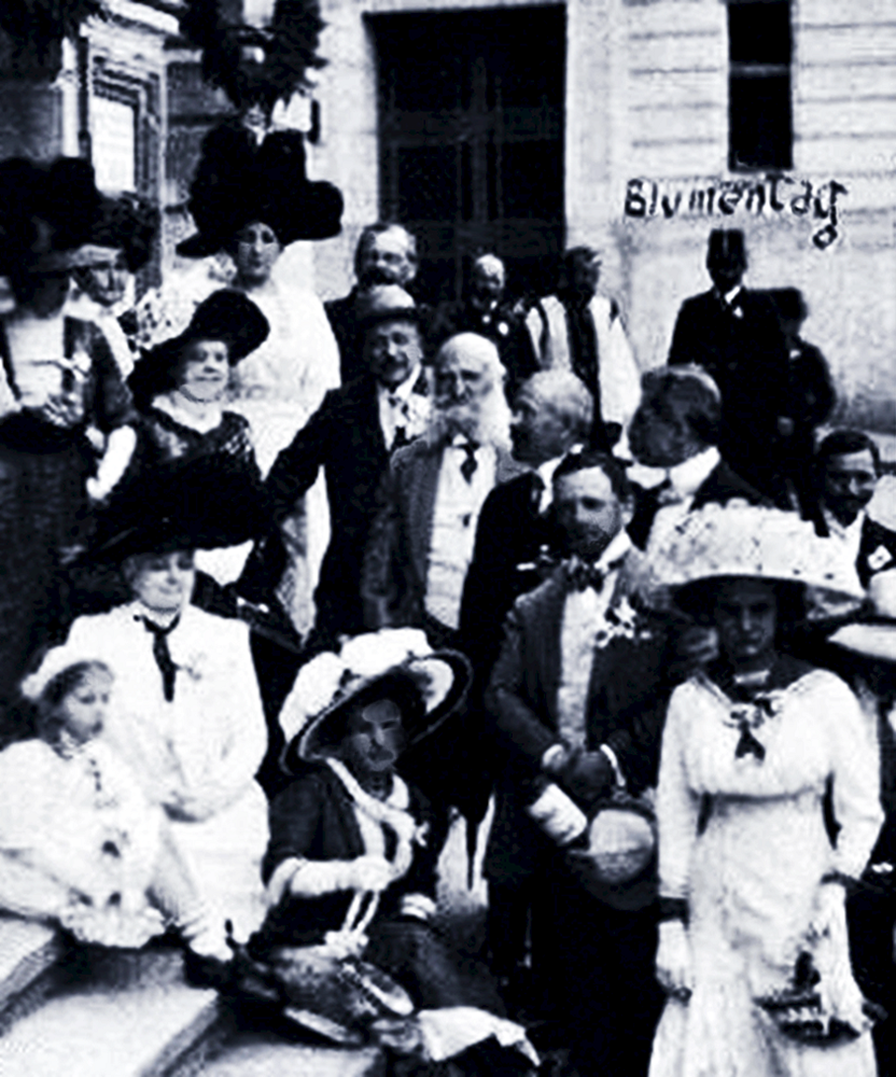
Baron von Fürth, Blumenfeier 1911

Nach Ablegen seines Abiturs am Staatlichen Gymnasium von Czernowitz absolvierte er die Theresianische Militärakademie in der Wiener Neustadt und diente zuerst als Leutnant, in Folge als Oberleutnant beim 24. Infanterie-Regiment Herzog von Parma Nr. 24 in Budapest. Er quittierte den Militärdienst, und soll danach Jura, nach anderen Germanistik und Philosophie in Czernowitz und Wien studiert haben. Danach widmete er sich der Politik innerhalb der Deutsch-Liberalen Partei später der Deutsch-Christlichen (Nationalen) Partei. 
Sehr vermögend, war Brewer lange Jahre der Haupteigentümer der Zeitung „Bukowinaer Nachrichten“, und vertrat dort anfänglich rein journalistisch, sodann auch als aktiver Politiker eine deutsche Politik zuerst der liberalen Richtung. Die Zeitung wurde sodann das deutschnationale Parteiblatt, nachdem ihr Eigentümer Freiherr von Fürth 1897 von den Liberalen zum neugegründeten „Verein der christlichen Deutschen“ um Arthur Skedl gewechselt war.
Seit 1895 gehörte er dem Stadtrat von Czernowitz an und war zweiter Vizebürgermeister unter Anton Kochanowski von Stawczan. Am 13. Jänner 1899 wurde ein Komitee zur Errichtung des Deutschen Hauses gegründet. Zum Vorstand des Komitees wurde Professor Felix Baron Fürth ernannt, zu seinem Stellvertreter Rudolf Wolf. Das Komitee begann seine Tätigkeit und die Spenden begannen zu fließen. Viele Einwohner des Landes und der Hauptstadt steuerten ihr Scherflein bei. Im Februar des Jahres 1899 schrieb der „Bukowiner Bote“: „Noch größer und allgemeiner ist das Interesse für die Angelegenheit des Deutschen Hauses. Dieses Haus soll ein Haus der Gesellschaften (Vereine) sein, groß und mit einem großen Saal, den auch andere Vereine für verschiedene Maßnahmen pachten können.“ Nachdem die Kapazitäten nicht mehr ausgereicht hatten, wurde ein Neubau nach Erwerb eines Grundstücks an der Herrengasse beschlossen, der am 5. Juni 1910 eingeweiht wurde. Am 4. Februar 1911 hatten die deutschen Akademischen Vereine im Festsaal des Deutschen Hauses einen großartigen Ball organisiert. Anwesend war fast das ganze weltliche Czernowitzer Publikum an der Spitze mit dem Landespräsidenten der Bukowina, Oktavian Regner von Bleyleben, dem Landeshauptmann Georg Wassilko von Serecki und Brewer als Bürgermeister.
Bevor er am 22. September 1907 von Landespräsident Oktavian Ritter von Bleyleben zum Bürgermeister von Czernowitz angelobt wurde (gemäß der Allerhöchsten Bestätigung vom 4. Juli des Jahres), war er bereits erster Vizebürgermeister unter Eduard Reiss gewesen.  Während seiner Amtszeit wurde 1909 der Czernowitzer Hauptbahnhof in Betrieb genommen.
Nach seiner Wiederwahl 1912 wirkte er bereits ziemlich alt und krank. Die neue Mehrheit im Stadtrat führte durch Geschäftsspekulationen die Stadt und die Bewohner in eine schwere wirtschaftliche Krise. Obwohl der Freiherr sogar mit seinem Privatvermögen eingesprungen war, konnte er die Zustände nicht bessern.  Nachdem ihm zu Bewusstsein gekommen war, ob seiner Güte getäuscht und missbraucht worden zu sein, übernahm er trotzdem die Verantwortung und demissionierte am 26. Oktober 1913. Zu seinem Nachfolger wurde Salo von Weisselberger gewählt, und zwar am 4. November 1913.
Der Freiherr war Offizier, sodann Komtur des Franz-Joseph-Ordens. Er bemühte sich vorbildlich um den Erhalt des nationalen und religiösen Friedens in der Stadt. Seine Verbundenheit zu Czernowitz und seinen Bürgern zeigte er unter anderem, indem er durch alle drei russischen Invasionen während des Ersten Weltkriegs die Stadt nicht verlassen hatte.

## Wappen

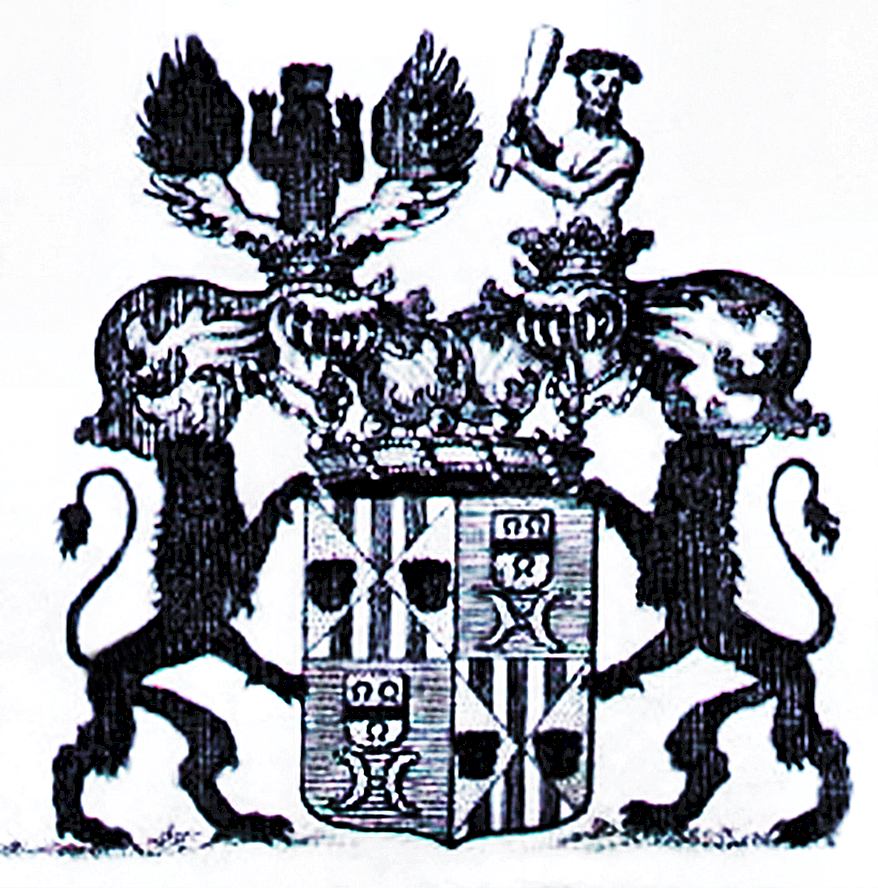
Wappen der Freiherren von Brewer-Fürth 1773

1773: Quadrierter Schild. l und 4 schräg geviertet, oben und unten in Silber drei rote Pfähle, und rechts und links in Gold ein vorwärtssehender, schwarzer Löwenkopf (Fürth). 2 und 3 in Blau ein kleiner, goldener Schild, quer geteilt durch einen schwarzen Balken, welcher oben von zwei nebeneinanderstehenden und unten von einem, den Bogen nach oben kehrenden, schwarzen Hufeisen begleitet ist, und unter dem kleinen Schilde ein goldenes Mühleisen (Schrick). Auf dem Schilde steht eine fünfperlige, freiherrliche Krone, auf welcher sich zwei gekrönte Helme erheben. Auf dem rechten Helme sitzt, zwischen einem offenen Adlersflug, dessen rechter Flügel von Schwarz und Gold, der linke von Rot und Silber quergeteilt ist, ein vorwärtssehender, gekrönter, schwarzer Löwe mit roter ausgeschlagener Zunge und aufwärts gehobenen Vorderpranken (Fürthscher Helm). Aus dem linken Helm wächst vor- und einwärtssehend ein am Kopfe mit Laub bekränzter, wilder Mann auf, welcher mit beiden Händen einwärts vor sich eine nach oben und links gekehrte, braune Keule hält (Schrickscher Helm). Die Decken des rechten Helmes sind schwarz und golden, die des linken rot und silbern, und den Schild halten zwei vorwärtssehende, schwarze Löwen.